# Columbia Games
A Columbia Games az egyik legrégebbi társasjátékgyártó, hozzá köthető a Hârn szerepjáték, valamint különféle kártyajátékokat és gyűjthető kártyajátékokat is gyártott. Háborús stratégiai játékai arról nevezetesek, hogy a hagyományosabb kartonjelölők helyett kis fa- vagy műanyag kockákat használnak (un. block wargame). Az eredetileg Gamma Two Games névre keresztelt cég a kanadai Vancouverben indult, de tíz év után Columbia Gamesre változtatta a nevét, és végül a washingtoni Blaine-be költözött. Jelenleg az alapító Tom Dalgliesh és fia, Grant vezeti a céget.

## Gamma Two Games
1971-ben a vancouveri Simon Fraser Egyetemen diplomázott Tom Dalgliesh, Lance Gutteridge és Steve Brewster elhatározták, hogy létrehoznak egy Gamma Two Games nevű kanadai játékvállalatot. 1972-ben adták ki első játékukat, Quebec 1759 néven. Brewster nem sokkal megalakulása után elhagyta a céget, helyére Ron Gibson érkezett.
A cég két további stratégiai játékot készített, War of 1812 (1973) és  Napoléon: The Waterloo Campaign 1815 (1974) néven.
Bár a Quebec 1759 végül több mint 20 000 példányban kelt el, a következő két cím nem volt olyan sikeres, és az üzleti partnerek rájöttek, hogy Kanadában nincs nagy piaca a táblás háborús stratégiai játékoknak. 1975-től családközpontúbb játékokra váltottak, mint például az Airline (1975), a Klondike (1975), a Supermoney (1978), a Smokers Wild (1978), az Foreign Exchange (1978), a Maneuver (1979) és a Score! Soccer Game  (1980).

## Columbia Games
1982-ben a partnerek megváltoztatták a cég nevét, így lett Columbia Games. A következő évben a Columbia belépett a szerepjátékok piacára az N. Robin Crossby által tervezett Hârn- nal. Az 1980-as évek közepén Gutteridge és Gibson is elhagyta a céget, így Dalgliesh lett az egyedüli tulajdonos. 1986-ban Dalgliesh átköltöztette a vállalatot az amerikai határon túlra a washingtoni Blaine- be, ahol hatékonyabban működhetett a csomagküldés a sokkal nagyobb amerikai piacra a határokon átnyúló vámok és költségek nélkül.
A cég székhelye továbbra is Blaine-ben található, és Dalgliesh fia, Grant is a társaság tagja.
A cég három fő játéktípust gyárt:
- Háborús stratégiai játékok (Block wargames)
- Szerepjátékok
- Gyűjthető kártyajátékok (CCG)

## Háborús stratégiai játékok (Block wargames)
A Gamma Two első játéka, a Quebec 1759 dombornyomott fakockákat használt, nem pedig kartonjelölőket. A tervezés sikeresnek bizonyult, és az Egyesült Államokba költözés után a Columbia még sok ilyen játékot tervezett. Vannak olyan játékok, amelyek célja, hogy új játékosokat vezessen be a wargaming hobbiba, de készültek sokkal összetettebb játékok is, mint például az EuroFront, amely a második világháború történéseit ábrázolja Európában. A játékokban eredetileg használt, viszonylag drága dombornyomott fakockákat sima műanyag kockákra cserélték. Minden játékhoz tartozik egy matricalap, amelyet a kockák elejére kell ragasztani.
A Columbia háborús stratégiai játékainak listája a következőket tartalmazza:
- Quebec 1759  (1972) - a francia és az indiai háború alatti Ábrahám-síksági csatát szimulálja
- War of 1812 (1973) - az 1812-es brit–amerikai háború alapján készült játék
- Napoléon: The Waterloo Campaign, 1815 (1974)
- Rommel in the Desert  (1982)
- EastFront – a második világháború teljes keleti frontja (Első kiadás 1991-ben, Második kiadás 2006-ban)
- WestFront: The War in Europe, 1943-45 (1992)
- Bobby Lee: The Civil War in Virginia 1861-1865 (1993)
- MedFront: War in North Africa 1940-43 (1994)
- Eurofront: War in Europe 1936-45 (Első kiadás 1995-ben, Második kiadás 2006-ban)
- Sam Grant: The Civil War in the West 1862-1864 (1997)
- Victory: The Blocks of War (1998) - egy általános, második világháborús stratégiai, kombinált fegyveres játék
- Wizard Kings (2000) - fantasy seregek és lények csatája, stratégiai játék
- Pacific Victory: War in the Pacific 1941-45 (Első kiadás 2000-ben, Második kiadás 2018-ban)
- Hammer of the Scots (2002) - angol inváziók Skóciában
- Liberty: The American Revolution 1775-83 (2003)
- Gettysburg: Badges of Courage  (2004) - amerikai polgárháború
- Crusader Rex (2005) - a harmadik keresztes hadjárat .
- Athens & Sparta (2007) - a peloponnészoszi háború
- Texas Glory (2008) - texasi függetlenségi háború, beleértve az alamoi csatát
- Richard III: The Wars of the Roses (2009)
- Shiloh: April Glory (2010)
- Julius Caesar: Caesar, Pompey, and the Roman Civil War  (2010)
- Shenandoah: Jackson's Valley Campaign (2011)
- Borodino: Napoleon in Russia 1812 (2012)
- The Last Spike (2015) - az első transzkontinentális vasút létrehozása
- Victory in Europe (2015) - a II. világháború európai színháza
- Combat Infantry: WestFront 1944-45 (2017) és Combat Infantry: EastFront 1941-43 (2019) - szakasz taktikák a második világháború alatt

## Szerepjátékok
1983-ban a Columbia kiadta a Hârn című, kevés mágikus elemet használó, de fantázia jellegű szerepjáték kampányt, amelyet Robin Crossby készített. A Hârn termékcsalád kompatibilis a Kelestia Productions (Crossby saját cége) által gyártott Hârn termékekkel, és folyamatosan bővül a játék rajongói által készített további anyagokkal.
Készült egy kiegészítő anyag HârnQuest néven.  Mindegyik szám körülbelül 32 oldalas, és a Hârn-i királyságokról, városokról, kastélyokról, történelemről, lényekről és más játéktémákról tartalmaz cikkeket. Előfizetés esetén pedig az új Hârn Atlas térképeket is elküldik megjelenéskor.

## Kártyajátékok
Az 1990-es évek végén a cég katonai témák alapján gyűjthető kártyajátékokat kezdett gyártani, alapul véve az amerikai polgárháborút (például Dixie ) és a napóleoni háborúkat ( Eagles: Waterloo ).
A Slapshot egy olyan kártyajáték, amelyben egy jégkorongcsapatot kell irányítanunk. A játékosok új csapattagok húzásával, cseréjével, elvételével próbálják meg gyengíteni az ellenfelet. Nem szükséges sokat tudni a jégkorongról ahhoz, hogy valaki egy jót játsszon vele.

## Külső linkek
- Hivatalos weboldal
- Columbia Games (BoardGameGeek)

## Fordítás
Ez a szócikk részben vagy egészben  a   Columbia Games című angol Wikipédia-szócikk ezen változatának fordításán alapul.  Az eredeti cikk szerkesztőit annak laptörténete sorolja fel. Ez a jelzés csupán a megfogalmazás eredetét és a szerzői jogokat jelzi, nem szolgál a cikkben szereplő információk forrásmegjelöléseként.